# Mospyne
Mospyne (tiếng Ukraina: Моспине) là một thành phố của Ukraina. Thành phố này thuộc tỉnh Donetsk. Thành phố này có diện tích 12 km2, dân số theo điều tra dân số năm 2001 là 11736 người.